# José de Almeida e Vasconcelos de Soveral e Carvalho Soares de Albergaria
José de Almeida e Vasconcelos de Soveral e Carvalho Soares de Albergaria, 1.º visconde da Lapa foi um administrador colonial português que exerceu o cargo de Governador e de Capitão-General na Capitania-Geral do Reino de Angola entre 1784 e 1790, tendo sido antecedido por um período de Junta Governativa que durou de 1782 a 1784 e sucedido porManuel de Almeida e Vasconcelos de Soveral, 1.º conde da Lapa.